# Antonio Moreno Carrasco
Antonio Moreno Carrasco (Alacant, 1951 - València, 2004) fou un polític valencià, diputat a les Corts Valencianes en la III, IV i V Legislatures.

## Biografia
Llicenciat en Dret, treballà com a funcionari en l'INSALUD. Militant del PSPV-PSOE, en fou subsecretari de l'Agrupació Socialista d'Alacant, secretari d'organització de l'Alacantí. Fou elegit regidor de l'ajuntament d'Alacant a les eleccions municipals espanyoles de 1983 i 1987, en aquestes darerres com a portaveu del grup municipal socialista. Posteriorment fou elegit diputat a les eleccions a les Corts Valencianes de 1991, 1995, 1999 i 2003. De 1999 a 2003 fou vicepresident segon de la Mesa de les Corts Valencianes i vicepresident segon de les Comissions de Reglament, de Peticions, de Govern Interior i d'Estatut dels Diputats.
En 1997 va intentar desbancar infructuosament Joan Lerma de la secretaria general del PSPV-PSOE. Va morir sobtadament d'un atac de cor a casa del seu fill el 17 de maig de 2004 després d'haver estat proposat com a adjunt al Sindic de Comptes.